# Historiografía de la Revolución francesa

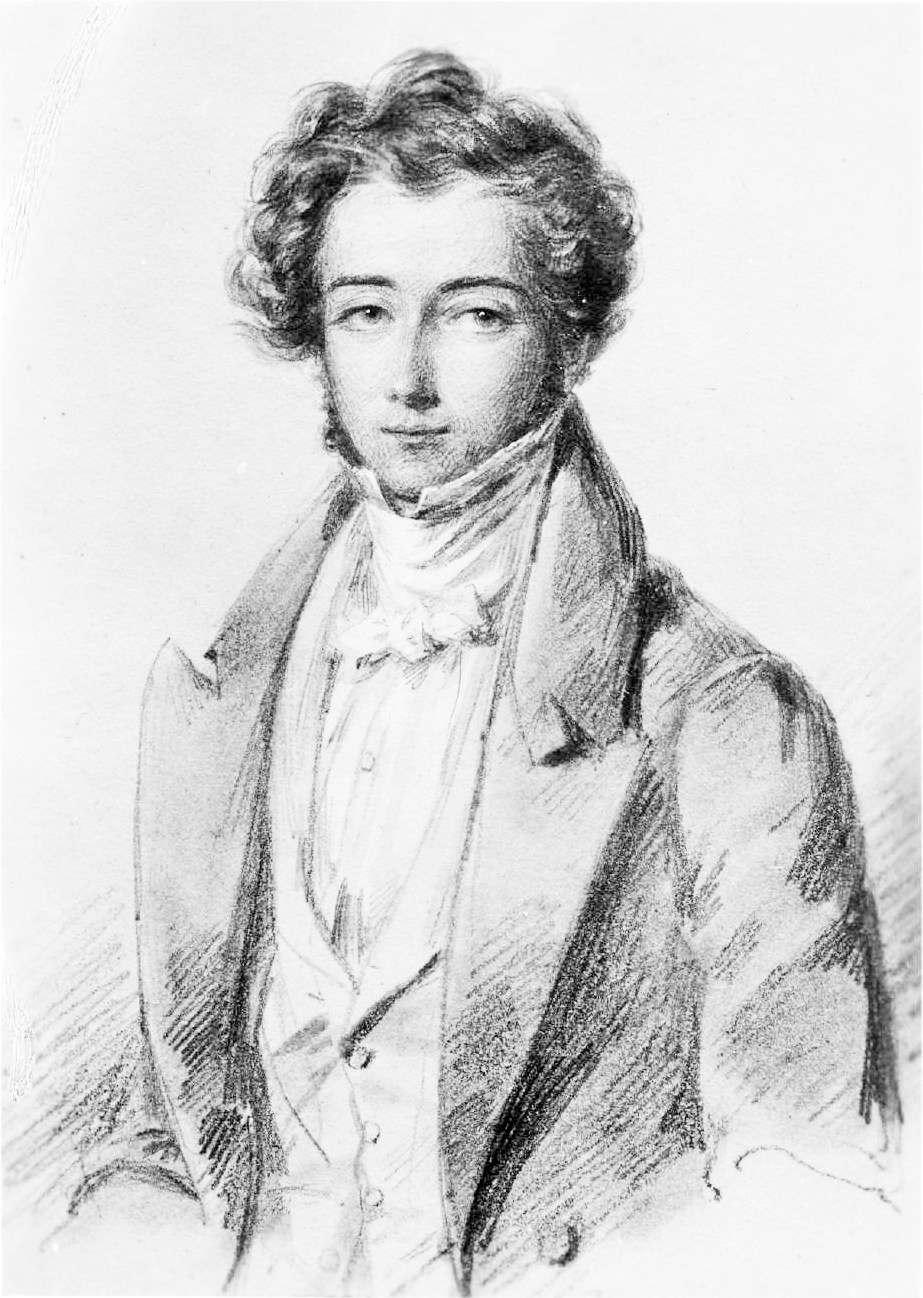
Boceto de Alexis de Tocqueville

Los debates historiográficos que se han sucedido en torno a la Revolución francesa engloban una multiplicidad de posturas interpretativas que es posible rastrear hasta los propios contemporáneos de los hechos que la componen. La discusión sobre su comienzo, duración, etapas y hechos constituye el núcleo problemático del debate historiográfico.  Hacia la última mitad del siglo XX el debate llegó incluso a poner en entredicho la propia denominación de "Revolución" con la aparición de autores revisionistas que minimizan o niegan las transformaciones ocurridas tras 1789.
La Revolución francesa ha sido siempre un asunto complicado de interpretar por la historiografía. Fue considerada como modelo de revolución política, en el que la burguesía desplazaba a la aristocracia en el poder. Sin embargo, a la par de la mencionada transferencia de poder lo que la Revolución puso en discusión fueron los propios fundamentos del poder político y las vías de legitimación del mismo. Este fenómeno que muchos autores señalan como la disolución del Antiguo Régimen y la fundamentación divina del poder monárquico fue hábilmente captada y teorizada en una época muy temprana por el pensador francés Alexis de Tocqueville.

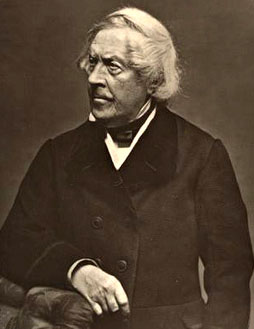
Retrato de Jules Michelet

También se discute si hubo una revolución o varias, pues existen problemas políticos, económicos e institucionales que dificultan el análisis.
Uno de los primeros autores que trató la Revolución francesa fue Adolphe Thiers, que en 1827 destacaba el aspecto catastrófico de la revolución, apoyado por una enorme cantidad de datos, obtenidos de fuentes directas. 
Pero la visión más extendida en el siglo XIX era la romántica, que sostenían Alphonse de Lamartine, Jules Michelet y otros, los cuales reivindicaban el papel del pueblo como protagonista de la historia. Alexis Tocqueville fue uno de los más célebres, y en 1856 su interpretación se fundamentó en la recopilación de datos de archivo. Hippolyte Taine fue otro de los autores decimonónicos, quien mantiene que la revolución fue obra de una minoría contra la monarquía. Tiene una especial aversión al periodo jacobino, y lo que representa. 
También en Estados Unidos e Inglaterra hubo autores que se preocuparon por analizar la Revolución francesa, como Charles Fox, Thomas Paine y Thomas Jefferson. Los autores norteamericanos tienen su propia revolución y su constitución, por lo que ven con simpatía los comienzos de la revolución, el período de la monarquía constitucional, la Declaración de los Derechos del Ciudadano, e incluso la etapa de la Convención, aunque rechazan el período del Terror. 
En el siglo XX cambia, en buena medida, la interpretación de la Revolución francesa. Autores como Albert Mathiez se dedican al estudio de las fuerzas económicas que se encuentran en el proceso revolucionario, y Georges Lefebvre destaca la importante labor del campesinado en los acontecimientos. Por su parte, Ernest Labrousse proporciona datos históricos y estadísticos, principalmente económicos, y destaca la evolución, al alza, del precio del pan, como desencadenante de la revolución. Autores como Albert Soboul y Jacques Godechot hacen una integración de los aspectos políticos, económicos y sociales. Las últimas interpretaciones se han hecho con motivo del bicentenario de la revolución. Autores como François Furet defienden una interpretación política de la revolución, divulgada con este motivo.

## Delimitación y fases de la Revolución francesa
La revolución se produjo en la estructura de las relaciones políticas, sociales, económicas y culturales de Francia. La burguesía accede al poder, y a partir de ahora el dinero y el patrimonio será quien marque las diferencias de clase, quedando anticuada la estructura estamental. 
Para Furet, la Revolución francesa comienza con las Reformas de Turgot en 1774, y no concluye hasta 1880, año en que se reafirma el sistema republicano. Se caracteriza por consolidar una legislación secularizada, en la que destacan cuestiones como la del divorcio, la escuela laica, la enseñanza obligatoria o la libertad de prensa.
Sin embargo, los contemporáneos de la revolución tomarán la fecha del 14 de julio de 1789 (fecha de la toma de la Bastilla) como comienzo de la Revolución. Este día, a instancias de Víctor Hugo en 1880, se convierte en la fiesta nacional francesa. 
Cien años después se pretende olvidar los períodos trágicos de la revolución. La época del Terror es obviada en la historiografía, y en los libros de texto de las escuelas. Se considerará como comienzo de la revolución el 5 de mayo de 1789, fecha de la reunión de los Estados Generales. 
En los años treinta del siglo XX, el Partido Comunista Francés hace una interpretación de la historia en la que funde la Revolución francesa con la Revolución rusa, como parte de un mismo proceso y una única matriz ideológica. Para defender esto, Jaurès escribe «Historia socialista de la Revolución francesa». Según esta interpretación, Robespierre y la época del Terror son los hechos culminantes de la revolución, y se comparan con el bolchevismo. Para autores como Mathiez el bolchevismo y el jacobinismo son dos dictaduras de clase. 
Actualmente se consideran como antecedentes de la revolución la bancarrota en la que se encontraba el Estado en 1788 y la negativa a convocar a los Estados Generales por parte de Luis XVI, para reformar los impuestos. Se toma como comienzo de la revolución la convocatoria de los Estados Generales el 5 de mayo de 1789, que se erige más tarde en Asamblea Constituyente. Se considera que la Revolución francesa tuvo dos fases fundamentales: una, primera, de Monarquía Constitucional, entre 1789 y 1792; y otra, segunda, de Gobierno de la Convención, entre 1792 y 1794, en la cual se distingue el periodo del Terror, de 1793 a 1794, en la que se imponen las reivindicaciones sociales de los sans-culottes. 
Algunos autores consideran que también pertenece al ciclo de la revolución la Restauración burguesa, de 1794 a 1799, en la que se incluye la época del Directorio, desde 1795 hasta el golpe de Estado de Napoleón Bonaparte el 18 de brumario de 1799. También hay autores que consideran la época napoleónica, de 1799 a 1815, como parte de la Revolución francesa.

## Rasgos fundamentales del debate
El estudio de la Revolución francesa está marcado por las principales ideologías contemporáneas. En numerosas ocasiones se identifica, de una manera simplista, la revolución con el periodo del Terror. Muchas de las interpretaciones toman el período de la República como paradigma de la Revolución. 
La interpretación de Adolphe Thiers, en 1823, durante la Restauración borbónica en Francia, hace una exposición coherente desde la visión de la gran burguesía liberal. Utiliza en sus estudios los testimonios de los testigos presenciales. Esta interpretación es completada por François-Auguste Mignet, en 1824, que se dedica al estudio del mundo ideológico que actúa en la revolución. 
Thomas Carlyle, en 1837, inicia la visión romántica de la revolución, que ayuda a su mitificación. Los románticos mitificarán, sobre todo, la oposición a la monarquía y la experiencia republicana. 
Alexis de Tocqueville afirmará, hacia 1850, que la mayor parte de los cambios que se produjeron durante la Revolución francesa se habían gestado durante el Antiguo Régimen, y que la auténtica revolución se dio en 1848. En realidad afirma que la revolución no sirvió para nada, ya que el Antiguo Régimen tenía flexibilidad suficiente como para asumir los cambios. 
Hippolyte Taine también condenó, en 1876, la Revolución francesa, por estar en el origen de todos los conflictos presentes en las sociedades contemporáneas. 
Alphonse Aulard mitificará el período republicano, sobre todo la figura de «el Buen Dantón» opositor de Robespierre y máximo representante de la fase laica de la revolución, pero con un sentido más democrático. 
Ésta no es más que una referencia de los numerosos estudios que sobre la Revolución francesa se han hecho. 

## Interpretación conservadora
La interpretación conservadora es la más antigua, ya que es la visión de los conservadores monárquicos. Durante mucho tiempo fue la más generalizada. Su juicio de la revolución se fundamenta en la crítica a los hechos concretos, apelando a los valores tradicionales, que se vulneraron durante la revolución. 
Para los conservadores monárquicos, la revolución comenzó el 17 de junio de 1789 y fue expuesta por los portavoces conservadores de la Asamblea Nacional Constituyente: Jacques de Cazalés, Gérard de Lally-Tollendal y Jean-Sifrein Maury. 
Esta interpretación fue iniciada por Edmund Burke, en Inglaterra, tres años antes del Gran Terror, y se prolonga hasta el rechazo de la revolución de Taine. Es curioso que se condenen los hechos, por violentos, mucho antes de que se produjesen los acontecimientos más sangrientos. 

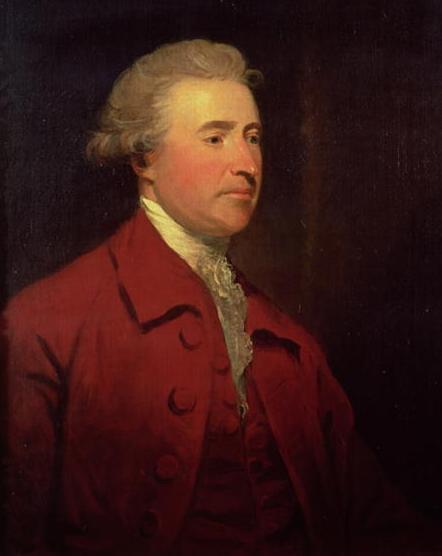
Edmund Burke por James Northcote

Según esta interpretación, la monarquía francesa poseía una constitución íntegra y un parlamento del que eran guardianes la nobleza y el clero: los estamentos virtuosos de la sociedad. La revolución es una cosa de hombres ambiciosos y sin escrúpulos que conspiran para arrebatar el poder a sus legítimos dueños. Burke, en 1791, no sabe nada del bloqueo del parlamento por parte de los estamentos privilegiados, ni de la bancarrota en la que se encuentra el Estado. Para él, la transformación que supone la revolución es arbitraria y ha sido promovida por círculos secretos y masónicos.  El mayor teórico de la conspiración masónica en la revolución francesa fue el abad Augustin Barruel en su libro Memoria para servir a la historia del Jacobinismo en 1797.
Esta interpretación es la visión del pensamiento católico, del conservadurismo inglés, de la Alemania conservadora y de todos los conservadores monárquicos, en general.

## Interpretación liberal
Para los liberales, la Revolución francesa comienza con el mismo acto revolucionario: la convocatoria de la Asamblea Nacional Constituyente el 17 de junio de 1789. Se trataba de liquidar de un golpe la representación particular de los intereses de los estamentos privilegiados. 
Para la burguesía liberal el Juramento del Juego de Pelota el 20 de junio de 1789 y la Toma de la Bastilla el 14 de julio de 1789 son los hechos centrales de la revolución, un tanto mitificados. Pero los puntos culminantes de la Revolución francesa, y los más decididamente enaltecidos, son: la Declaración de los Derechos del Hombre y del Ciudadano, del 26 de agosto de 1789, y la primera constitución escrita, el 3 de diciembre de 1791. 
Esta interpretación mitifica el periodo de la Monarquía Constitucional y hace un repudio absoluto de la época de la Convención, no sólo del Terror. Pero este rechazo se debe no tanto a la violencia del momento, el Terror se considera como un mal necesario, sino por el socialismo incipiente que suponen las posturas más radicales. 
Para los liberales, la Ilustración es un elemento condicionante de la revolución, el sustrato ideológico sin el cual no hubiera sido posible. Personajes como Montesquieu, Voltaire y Rousseau son los padres espirituales de la revolución. 
Se considera a la aristocracia y al clero como una casta privilegiada que ocupan los puestos de gobierno del Estado, y que no gobiernan en beneficio de todos, sino para mantener un sistema de privilegios caduco, lo que implicaba una mala gestión y la corrupción en el Estado. 
Jules Michelet es el gran teórico que defiende esta postura. Para él, con la revolución, el gran pueblo de Francia ha roto sus cadenas y ha conseguido la Libertad. Pero los protagonistas de la revolución son los grandes hombres, que interpretan los deseos de la nación y de la opinión pública para llevar a cabo la revolución. Ésta es una de las interpretaciones más extendidas en la actualidad.
Otros autores destacados serían el francés François Guizot o el español Miguel Artola. 
Para Guizot, el estado llano (burgués) es el protagonista de la historia, que culminaría con la revolución de 1830, el triunfo definitivo de la burguesía y el fin de la lucha de clases. En sus obras como Historia de la civilización en Francia e Historia de la civilización en Europa interpreta toda la historia de Europa occidental desde la óptica de esta burguesía triunfante.
Miguel Artola entiende que la Revolución francesa no es más que un desarrollo de las ideas que se venían larvando desde el despotismo ilustrado.
Ambos autores son críticos con el período más radical o social de la Revolución francesa, denominado El Terror, que abarca desde de septiembre de 1793 a la primavera de 1794 y en el que se tomaron duras medidas contra la Iglesia Católica y los terratenientes.

## Interpretación de los socialistas franceses
La interpretación que de la Revolución francesa hacen los socialistas franceses está inspirada por el materialismo histórico. Este análisis es el de mayor resonancia en Francia, y Jean Jaurès, Albert Mathiez, Lefebvre y Albert Soboul sus mejores valedores. 
La interpretación de los socialistas franceses hace una gran aportación al conocimiento de los antecedentes y a la situación previa a la revolución. Esta labor se lleva a cabo desde la Sociedad de Estudios Robesperristas, que publica los Anales históricos de la Revolución francesa. 
Sin embargo, la interpretación de los socialistas franceses tiene numerosas corrientes, y disparidad de criterios. Louis Blanc, en 1847, hace la primera exposición socialista de la cuestión. Blanc vio en el Terror el primer paso hacia el futuro Estado de la fraternidad, y en Robespierre a un socialista adelantado a su tiempo. 
Jean Jaurès, en 1901, escribe la Historia socialista de la Revolución francesa, teñida de un humanismo socialista, que concibe la revolución como un modelo histórico de ataque al poder político por parte de una clase que dominaba económicamente, la burguesía, contra la clase que tenía el poder político, la aristocracia. La revolución es también un modelo de democracia social, durante la época de la Convención, y Robespierre es el gran valedor de la democracia reformista. 
Albert Mathiez, en los años veinte del siglo XX, redescubre la figura de Robespierre, al que comparó con Lenin. Relaciona las revoluciones francesa y rusa, y considera la dictadura jacobina como la primera dictadura del proletariado. 
Para los socialistas franceses, la revolución fue el resultado de la lucha de clases, de la burguesía contra la nobleza, y la victoria del capitalismo. En principio no había que liquidar a la nobleza como clase, pero fue necesario ante el apoyo exterior a la monarquía. Para lograrlo fue necesaria la alianza de la burguesía con el pueblo, lo que llevó a la revolución a la fase de la Convención y el Terror. Pero los logros realmente importantes de la revolución se dieron después de los acontecimientos revolucionarios, como la formación de un mercado nacional, y la desaparición del concepto feudal de la propiedad en favor del nuevo concepto burgués; para lo cual se reparte la propiedad agraria feudal y se liberaliza la vinculación de los campesinos. La cuestión agraria es un tema central, ya que la mayor parte de la sociedad vive del campo. 
El análisis de los socialistas franceses no desprecia los métodos cuantitativos, y da importancia al estudio de la evolución del precio del pan, los salarios, la situación económica, la deuda del Estado, etc. 
Para Lefebvre y Soboul, la Convención fue un instrumento de los pequeños propietarios autónomos para defender sus intereses, no un instrumento del pueblo. La revolución es un fenómeno específicamente francés con tres aspectos fundamentales: el concepto de libertad, que está en el origen de las libertades modernas; el concepto de igualdad, que se centra sobre la consecución de unas menores diferencias económicas; y el concepto de unidad, que concibe el Estado como una estructura unitaria y centralista. Lefebvre y Soboul han matizado la postura idealizada del socialismo francés, por no ser estrictamente socialista, ya que no se pueden comparar la Revolución francesa con la rusa: una es una revolución burguesa, y la otra es una revolución socialista.

## Interpretación marxista-leninista
La interpretación marxista-leninista estuvo, hasta los años sesenta del siglo XX, restringida a la Unión Soviética y su entorno, pero desde esa época se extendió por todo el mundo. Es un análisis que se fundamenta en el materialismo histórico. Concibe a la Revolución francesa como una, la primera, revolución burguesa, a la que temporalmente se unieron el campesinado y el proletariado, así como los pequeños burgueses, para derrotar al sistema feudal absolutista. La revolución fue, así, resultado de la lucha de clases. 
Karl Marx ve en la Declaración de los Derechos del Hombre y del Ciudadano la concreción de las aspiraciones de la revolución. Una revolución que se caracteriza por promover el individualismo extremo del ciudadano privado y la consagración de la propiedad privada absoluta, con lo que no se ha aportado nada a la superación de la alienación humana. Fue una revolución dirigida en nombre de las ideas, aunque lo que venció fueron los intereses de la burguesía, ya que el pueblo no tenía ideología política. Cuando en 1830 la burguesía apoya la restauración borbónica, abandona sus ideales universales y afianza sus intereses de clase. Para entonces, la revolución ha calado en todos los estratos de la sociedad, que está dispuesta a defenderla. 
Lenin se interesó más por el activismo revolucionario de la etapa de la Convención, y por la dinámica de la participación popular. También estudio las causas profundas de la revolución, y las circunstancias en las que se encontraba el sistema feudal absolutista. Sugiere que, durante la revolución, se produce una transformación simultánea de la base socioeconómica y la superestructura. En este proceso estallan las tensiones de clase, aunque en un principio la burguesía recibe el apoyo del campesinado y de las clases bajas urbanas. 
Para Lenin, uno de los hechos más significativos de la revolución es la toma de la Bastilla, el 14 de julio de 1789, a la cual considera como el comienzo de la revolución, por la participación de las masas en el proceso. 
Durante la revolución se produce la liquidación del feudalismo para fortalecer el capitalismo. La burguesía se hace contrarrevolucionaria cuando no es capaz de controlar la revolución. En 1792 el pueblo continúa con la revolución, con el ataque a las Tullerías para capturar al rey, dando comienzo al periodo de la Convención. El rey sería decapitado en 1793, dando paso a la fase del Terror. Pero esta etapa también fue dominada por la burguesía, con hombres como Robespierre, que en realidad era un revolucionario burgués. En 1794 se hizo una alianza de la burguesía con el campesinado, tras la desaparición del peligro contrarrevolucionario, y se entró en el periodo del Directorio. 
Para Lenin también la época napoleónica pertenece a la revolución, ya que es la fase en la que la burguesía se asienta en el poder. Las revoluciones de 1830 suponen que la gran burguesía se instale en el poder definitivamente. 
En la interpretación marxista-leninista no se identifica la Revolución francesa con la rusa ya que una es una revolución burguesa y la otra una revolución socialista. 

## Interpretación estructuralista
La interpretación estructuralista se centra en tratar de solucionar los problemas específicos, como los que se observan en la economía, la sociedad, el derecho o las instituciones. Pretende una interpretación del conjunto de los hechos de la revolución y con múltiples puntos de vista. 
Según Robert R. Palmer y Jacques Godechot, la Revolución francesa es una más de las revoluciones atlánticas, que tiene las mismas aspiraciones que otras revoluciones de la zona. Esto no deja de ser determinismo geográfico, se produce una revolución por estar enclavado en una región.
Furet y Richet consideran que el fenómeno es más complejo. Opinan que hay tres revoluciones simultáneas: la de los diputados de Versalles, la de las capas bajas y la pequeña burguesía, y la de los campesinos. 
Para la interpretación estructuralista, la Revolución francesa fue una revolución burguesa, que intentó establecer la igualdad y la seguridad personal en la legislación, de ahí el constitucionalismo y el liberalismo económico que triunfa durante la misma. El factor decisivo en su éxito fue la puesta en marcha de la reestructuración constitucional del Estado por medio de una Asamblea Nacional. 
Alfred Cobban opina que la revolución lo único que consigue es destruir la Administración monárquica e imponer otra, republicana y napoleónica, desconectada de todo el contexto político, ideológico y social. 
La interpretación estructuralista se centra tanto en la evolución de las instituciones que frecuentemente olvida los movimientos sociales que se produjeron. Sin embargo, está es la visión de la revolución que más está triunfando en la actualidad, aunque aún no es la más popular. Son los historiadores modernos quienes defienden este punto de vista.

## Controversias y objetivos de la investigación en la actualidad
A pesar del tiempo y los estudios sobre la Revolución francesa, aún están por aclarar numerosas cuestiones, como si se dio una revolución, o al menos una reacción, de la aristocracia contra el rey, al ver que podían perder sus privilegios. O si hubo una o tres revoluciones como indican Furet y Richet. 
También está en discusión si la dictadura jacobina fue el punto culminante de la revolución o si fue una revolución burguesa; o incluso si hubo durante la revolución una ruptura con el Antiguo Régimen o más bien se dio una continuidad. 
Éstas y otras cuestiones son motivo de estudio hoy en día, ya que la discusión sobre lo que fue y las consecuencias que tuvo la Revolución francesa aún están vigentes; no en vano es el hecho que, tradicionalmente, inaugura la Edad Contemporánea. 
Lo que actualmente se estudia de la Revolución francesa se centra sobre la estructura organizativa y administrativa del Antiguo Régimen, que es la parte más desconocida, así como su estructura social y económica. 
También se estudia el origen social, las motivaciones y los objetivos de los protagonistas de la revolución, así como los grupos sociales que actuaron durante las distintas fases del periodo revolucionario. 
Otro de los objetos de estudio es la mentalidad de los grupos, y la dinámica revolucionaria de éstos en las distintas fases de la revolución. 
También se estudia la herencia que ha dejado la Revolución francesa. Según René Rémond la revolución está en el origen de la sociedad moderna en la que hoy vivimos día a día.